# Menhir partit d'Er Grah
El gran menhir partit d'Er Grah (en bretó: Men ar hroëc'h) és el monòlit més alt de la prehistòria occidental. Situat en la comuna de Locmariaquer a la Bretanya (estat francés). Forma part del conjunt megalític de Locmariaquer, al costat del dolmen de la Table de Marchand i el túmul d'Er Grah.

## Característiques
Feia aproximadament 20 m de llarg i actualment està trencat en quatre parts. Quan s'erigí al 4500 ae feia uns 18,5 m d'alçària sobre el sòl. Pesa unes 280 tones. Fou tallat i transportat des de diversos quilòmetres al lloc on s'emplaçà, però no se sap encara amb quines tècniques es feu aquest trasllat. Es creu que per aixecar-lo s'emprà una rampa de terra, bolcaren el menhir en una fossa i l'alçaren amb palanques. Una vegada aixecat, el poliren amb talles de quars per donar-li l'aspecte actual.
A l'emplaçament, on hi ha altres 18 fosses, es col·locarien altres menhirs formant una filera.

## Cronologia
El conjunt s'alçà al 4500 ae aproximadament. Fou enderrocat entre el 4300 i el 4200 ae, i se'n desconeix el motiu. Se'n barallen dues teories: la caiguda a causa d'un terratrèmol, o per voluntat dels pobladors de l'època.

## Funció
No se'n sap, però segons el professor Alexander Thom el lloc pot haver servit com un marcador lunar, amb què la gent de l'època podria haver calculat el cicle lunar de 18,6 anys observant les pedres des de les posicions dels voltants. A més, Thom va predir la localització de diferents jaciments arqueològics a partir de la seua hipòtesi.

## Galeria d'imatges

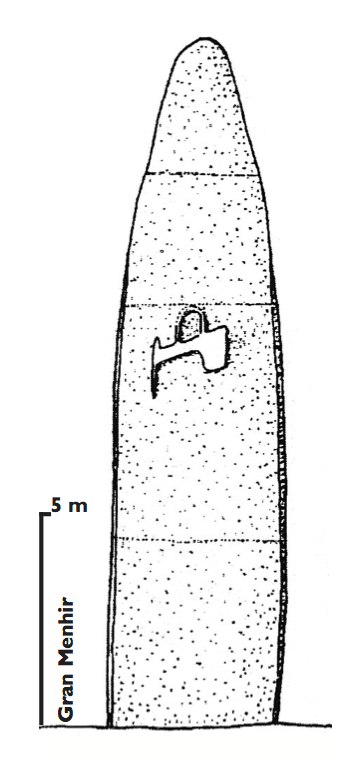
Esquema del gran menhir d'Er Grah
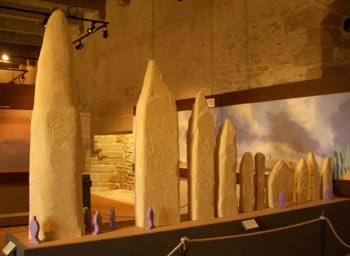
Rèplica del possible alineament dels menhirs de Locmariaquer
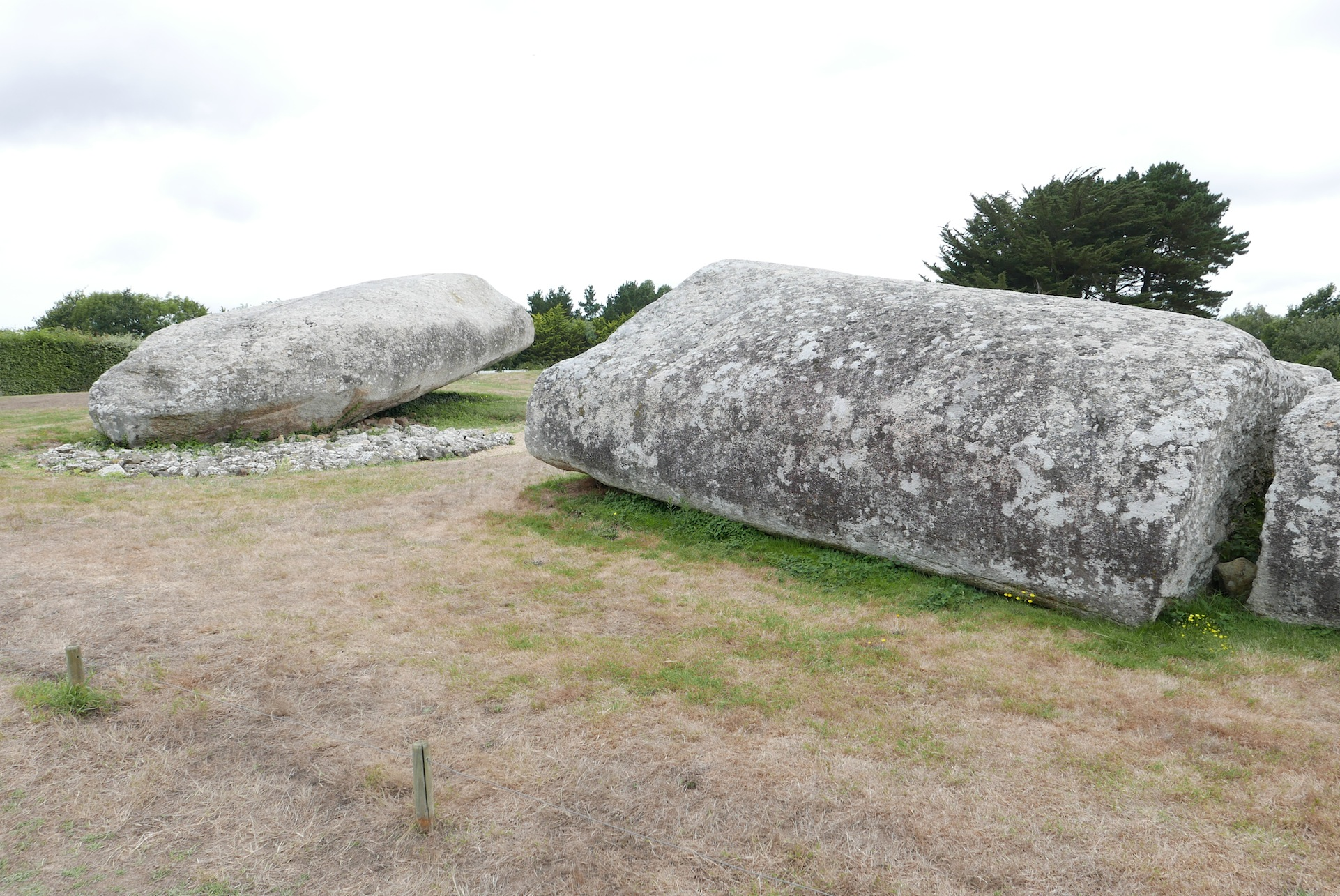
Gran menhir partit d'Er Grah